# Denis Moncada
Denis Ronaldo Moncada Colindres (Murra, 28 de noviembre de 1948- ) es un abogado y diplomático nicaragüense. Actualmente es el Ministro Asesor del Presidente de la República para Políticas y Asuntos Internacionales; anteriormente fue Ministro de Relaciones Exteriores de Nicaragua de 2017 a 2024; anteriormente fue representante permanente de la Organización de los Estados Americanos. Ejerció Ayudante Ejecutivo del Viceministro de Defensa y Jefe del Estado Mayor General de 1985 a 1987 y como Comandancia General (Auditor General de las Fuerzas Armadas) de 1983 a 1985.

## Biografía
Moncada Colindres nació en Murra, el 28 de noviembre de 1948.
Desapareció del mapa diplomático, no hasta que Daniel Ortega retomó el poder en 2007, así dándole el cargo de Vicecanciller de Relaciones Exteriores de Nicaragua.
En 2018, en la Organización de los Estados Americanos, cuando por primera vez el presidente del Consejo Permanente llamó a Sesión Extraordinaria a debatir sobre el informe de los Derechos Humanos, el 22 de junio, representando al Gobierno de Nicaragua, argumentó que el estado de Nicaragua continuaba funcionando en el marco de la constitución política de Nicaragua. La CIDH responsabilizó al Gobierno Nicaragüense por las graves, sistemáticas violaciones a los Derechos Humanos[cita requerida].